# Cachí
Cachí es un distrito del cantón de Paraíso, en la provincia de Cartago, de Costa Rica.

## Localidades
En el distrito se encuentra la represa hidroeléctrica de Cachí, uno de los primeros proyectos hidroeléctricos de Costa Rica, que también abarca parte del distrito de Santiago.

## Geografía
Cachí cuenta con un área de 41,11 km² y una altitud media de 1049 m s. n. m.

## Demografía
Para el año 2022, Cachí cuenta con una población estimada de 6906 habitantes, y para el último censo efectuado, en 2011, Cachí contaba con una población de 5438 habitantes.

## Transporte

### Carreteras
Al distrito lo atraviesan las siguientes rutas nacionales de carretera:
- Ruta nacional 224
- Ruta nacional 225